# داغ ننگ (فیلم ۱۹۱۱)
«داغ ننگ» (انگلیسی: The Scarlet Letter (1911 film)) یک فیلم است که در سال ۱۹۱۱ منتشر شد. از بازیگران آن می‌توان به آنیتا هندری و رابرت زی. لنرد اشاره کرد.